# Быховский, Борис Евсеевич
Борис Евсеевич Быховский (14 (27) августа 1908 — 26 января 1974) — советский учёный-зоолог, паразитолог, академик АН СССР (1964), директор Зоологического института АН СССР (1962—1974), основатель и первый главный редактор журнала «Паразитология».

## Биография
Родился 27 августа 1908 года в Санкт-Петербурге. Отец, Евсей Борисович, был юристом, а мать, Екатерина Михайловна, работала врачом.
- 1930 — окончил биологическое отделение физико-математического факультета ЛГУ
- 1929—1935 — работал в лаборатории болезней рыб Института рыбного хозяйства (Ленинград), в 1935 году присуждена учёная степень кандидата биологических наук.
- 1935—1940 — работал в Зоологическом институте АН СССР
- 1940—1944 — заместитель председателя Президиума Таджикского филиала АН СССР
- 1942—1962 — работал заместителем директора Зоологического института АН СССР, в 1956 году присуждена учёная степень доктора биологических наук.
- 1960 — член-корреспондент АН СССР
- 1962—1974 — директор Зоологического института АН СССР
- 1963 — академик-секретарь Отделения общей биологии АН СССР
- 1964 — академик АН СССР

Является автором около 100 опубликованных научных работ. Основные труды по паразитологии, филогении и систематике моногенетических сосальщиков и других групп плоских червей.
В 1969 году вместе с коллективом соавторов выпустил классический советский школьный учебник «Зоология». Был редактором его нескольких первых изданий.
Умер 26 января 1974 года в Ленинграде; похоронен на Богословском кладбище.

### Преподавательская деятельность
- 1930—1931 — ассистент П. П. Иванова в Медицинском институте
- 1934—1935 — ассистент В. А. Догеля в ЛГУ
- 1935—1937 — доцент педагогического института им. Покровского
- 1940—1943 — заведующий кафедрой общей биологии Сталинабадского педагогического института
- 1945—1946 — вёл факультативный курс в ЛГУ[3]

### Партийная работа
В 1941 году вступил в ВКП(б), долгие годы был членом партбюро Зоологического института. С 1963 — член горкома, с 1967 — обкома КПСС. Был делегатом XXIII съезда КПСС.

## Награды и звания
- Орден Ленина
- Орден Трудового Красного Знамени
- Медали

## Основные труды
- Догель В. А., Быховский Б. Е. Паразиты рыб Каспийского моря / АН СССР. Комиссия по комплексному изучению Каспийского моря «КАСП». — М.; Л.: АН СССР, 1939. — 152 с. — (Труды КАСП; VII).
- Онтогенез и филогенетические взаимоотношения плоских паразитических червей // Известия АН СССР. Серия биологическая. — 1937. — № 4.
- Быховский Б. Е. Моногенетические сосальщики, их система и филогения. — М.; Л.: АН СССР, 1957. — 512 с.